# ヘレン・シャルフベック
ヘレン・シャルフベック（フィンランド語: Helene Schjerfbeck、1862年7月10日 - 1946年1月23日）は、フィンランドの女性画家。

## 略年譜
3歳のときに階段から落ちて腰を痛め、足が不自由になった。小学校には通えなかったが1873年の秋、11歳のときにフィンランドの芸術協会（Suomen Taideyhdistys）の描画学校で美術に入学。1880年、18歳で政府の旅行許可を受け、奨学金を得てパリに渡り、写実主義の画家レオン・ボナに学び、私立の美術学校・アカデミー・コラロッシで学んだ。
1883年にイギリス人の画家に会って婚約したが、1885年に一方的に婚約を破棄された。 1885年春にパリの有名なサロンで初めて展示。1889年のパリ万国博覧会で銅賞受賞。
1890年代に、ヘルシンキのフィンランド絵画協会の美術学校（現在の Taideyliopiston Kuvataideakatemia）で教え始め、教えた学生にはヒルダ・フルディーン(Hilda Flodin: 1877–1958)らがいる。病気がちなこともあって、1902年に職を辞すると、有名な療養所のあるヒュビンカー(Hyvinkää)に移り、母親の世話をしながら作品を描いた。1917年にヘルシンキで最初の個展を開いた。
フィンランドで最も尊敬される画家の一人であるが、当時は同世代の人からは批判されていた。1917年にGöstaStenman主催の個展の後にファンを獲得し始めた。
1923年に母親が亡くなった後、1925年からウーシマー県の沿岸の町エケネスに住んだ。1939年にロシアとの戦争のためエケネスを離れ、その後スウェーデンに移り、ストックホルム郊外のサルツヨバーデン(Saltsjöbaden)に移り、1946年にそこで亡くなった。

## 作品

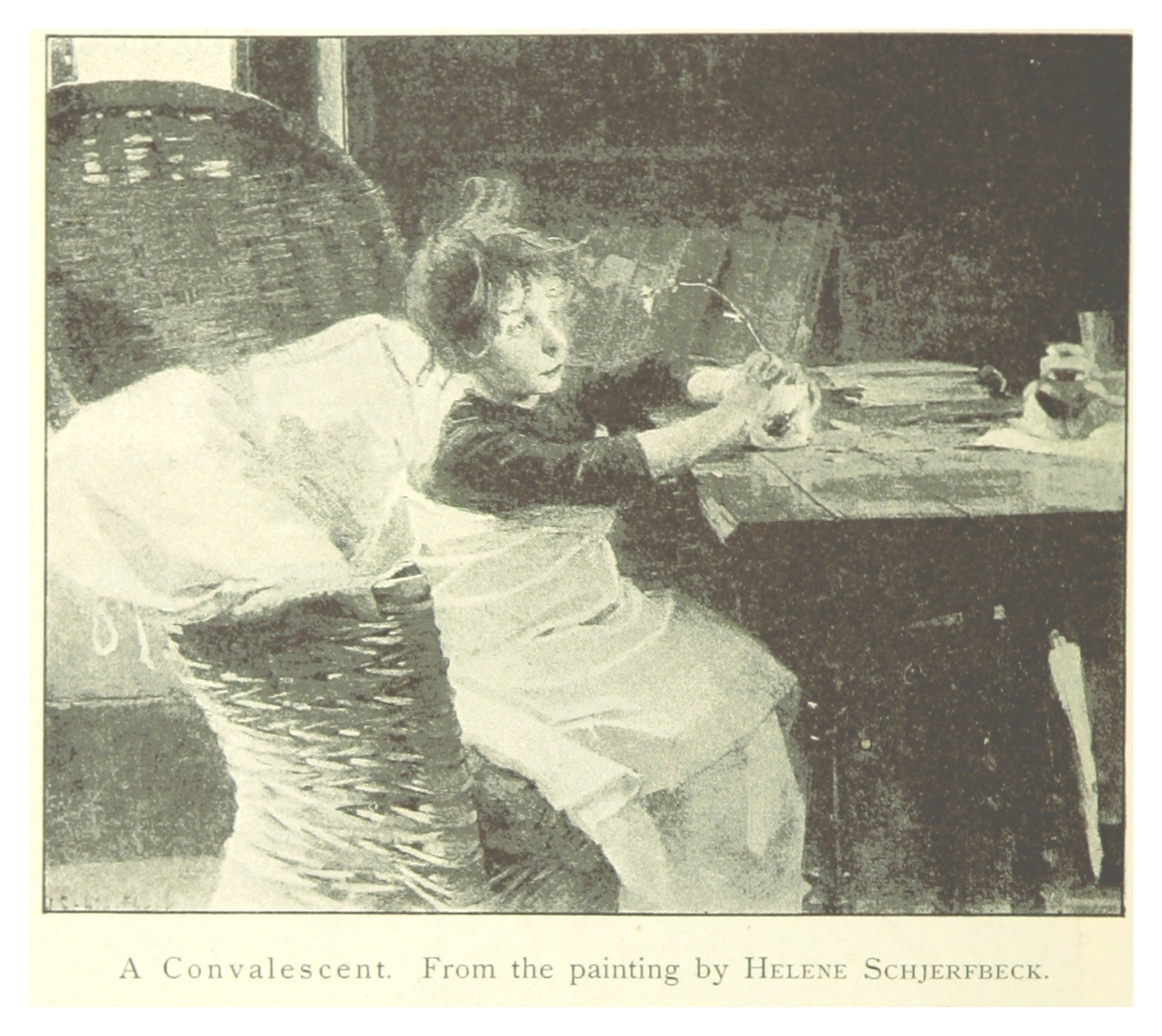
快復期

- 洗濯干し 1883年 - フィンランド国立アテネウム美術館蔵
- 扉 1884年
- 自画像 1884-1885年
- 母と子 1886年
- 快復期 1888年
- 雪の中の傷ついた戦士 1880年
- お針子（働く女性） 1905年
- 赤いりんご 1915年 - フィンランド国立アテネウム美術館蔵
- 黒い背景の自画像 1915年
- ロマの女1919年
- 諸島から来た女性 1929年
- 黒いりんごのある静物 1944年 - ディドリクセン美術館蔵
- 自画像、光と影 1945年 - ユレンベリ美術館蔵

- 1880
- 1882
- 1900

## 日本における主要な展覧会
- 東京展 東京芸術大学美術館 2015年
- 宮城展 宮城県美術館 2015年

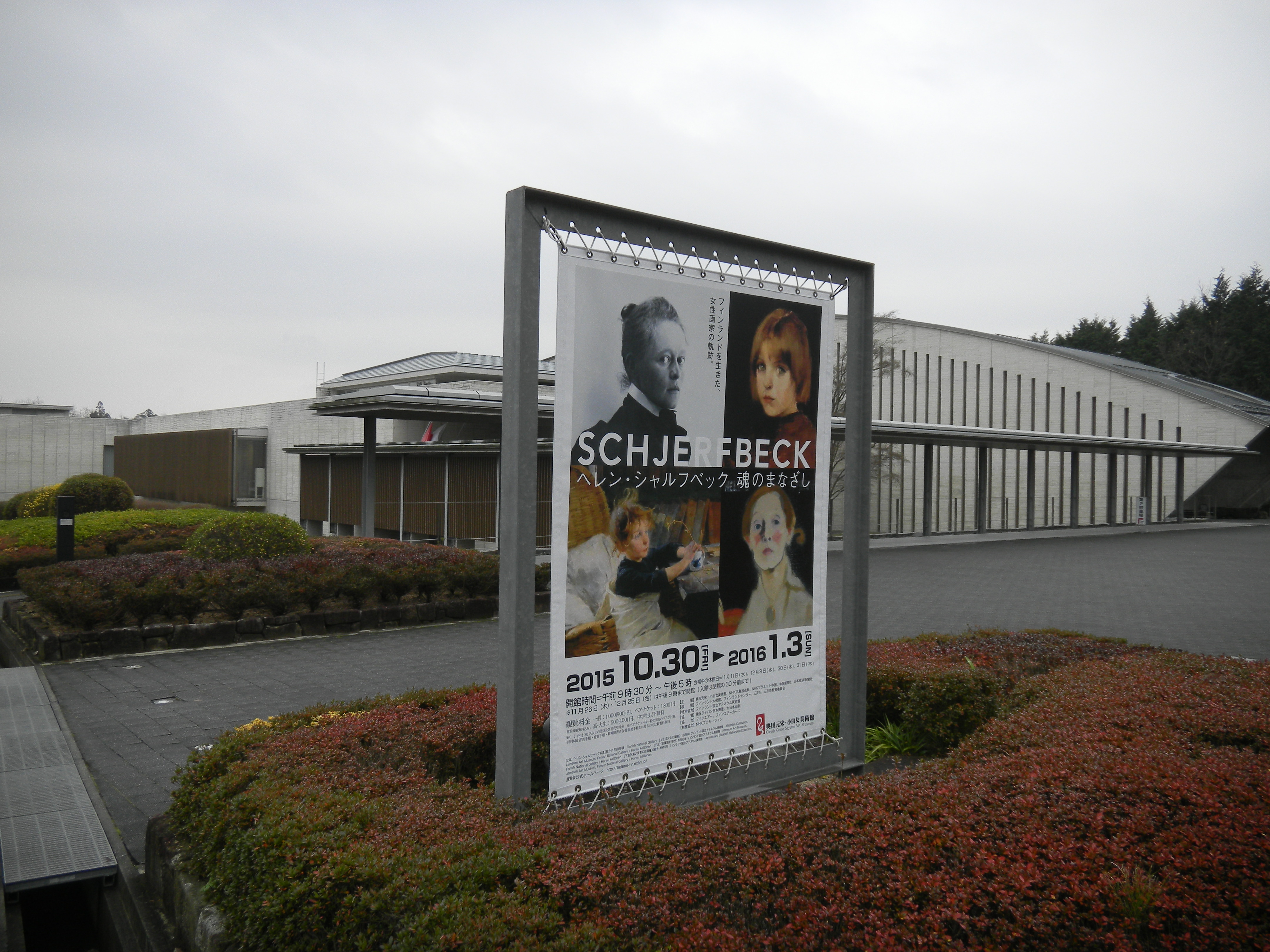
広島県三次市で開催されたヘレン・シャルフベックの特別展

- 広島展 奥田元宋・小由女美術館 2015年
- 神奈川展 神奈川県近代美術館 葉山 2016年[4]